# Theater Casino Zug

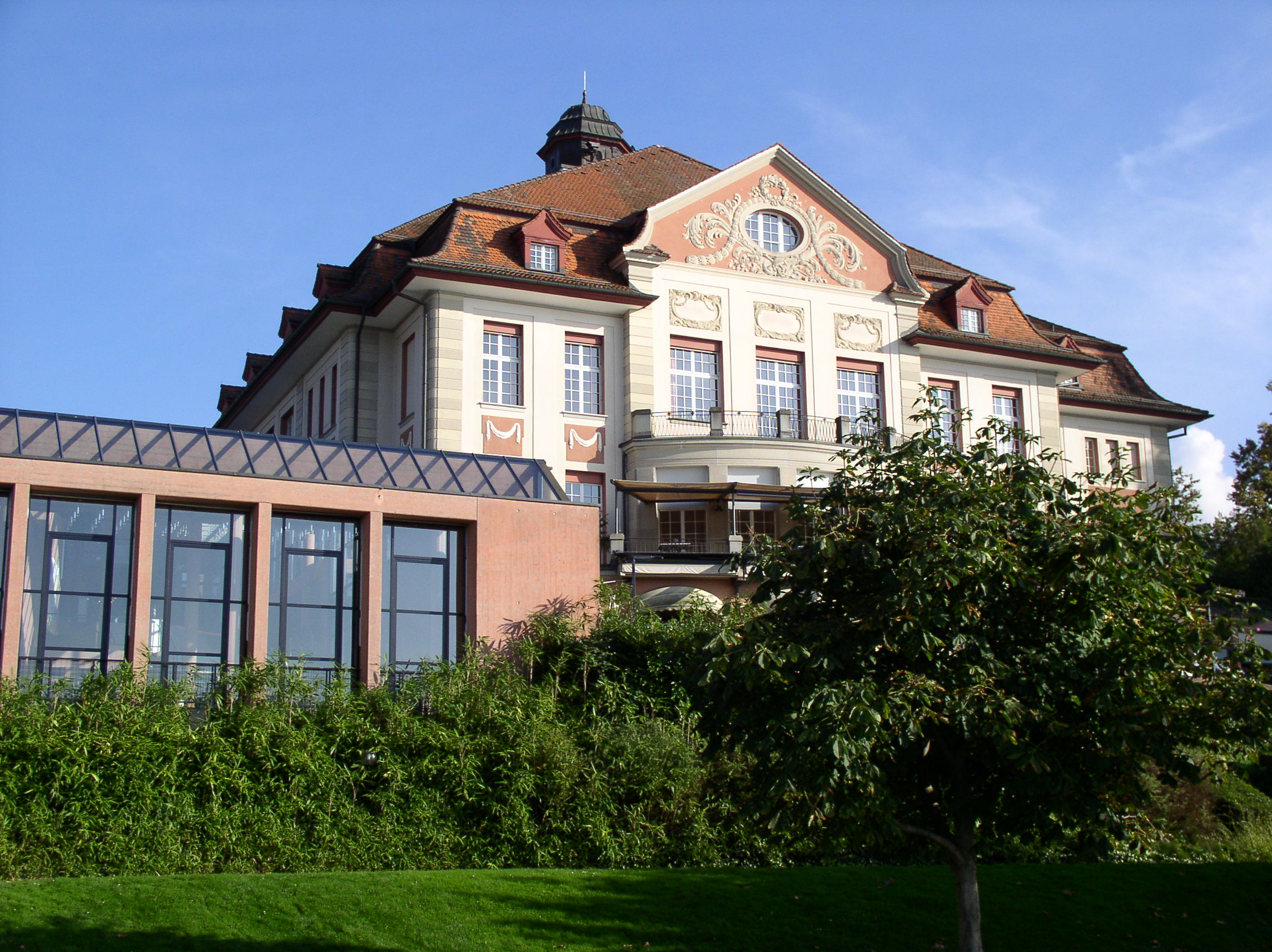
Theater Casino Zug

Das Theater Casino Zug (früher auch Casino Zug) ist ein Veranstaltungsort in Zug in der Zentralschweiz. Die Liegenschaft gehört der Stadt Zug, der Betrieb des Hauses obliegt der Stiftung Theater Casino Zug, das Kulturprogramm wurde der Theater- und Musikgesellschaft Zug, die 1909 das Theater Casino erbaut hat, anvertraut. Unterstützt wird das Programm neben Gönnern und Sponsoren von der Stadt und dem Kanton Zug. Die Stadt Zug beteiligt sich auch an den jährlichen Betriebskosten. Die Gastronomie wird seit September 2017 von Gammacatering betrieben. Zwischen Juni 2016 und August 2017 wurde das Theater Casino Zug einer Gesamtsanierung unterzogen. Der historische Bau aus dem Jahr 1909 wurde weitgehend in seinen Ursprungszustand zurückversetzt, die Bühnentechnik des Theatersaals (im Erweiterungsbau) wurde komplett erneuert, und es wurde ein Empfang eingerichtet.

## Lage

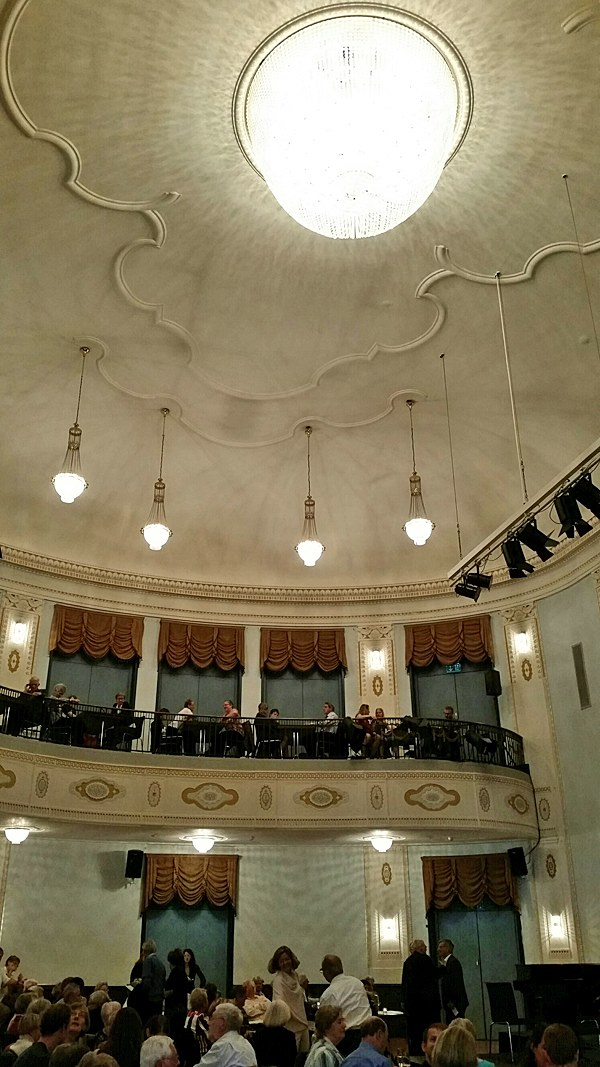
Der historische Jugendstilsaal (Grosser Casinosaal)

Die Gebäude liegen südlich, am Rande der Altstadt von Zug an der Artherstrasse. Durch die abfallende Uferböschung hat man von allen Räumen mit Westblick Aussicht über den Zugersee. Das Theater-Casino ist ein prächtiger, vom Neobarock geprägter Heimatstilbau. Das repräsentative historische Kulturhaus ist ein Werk der Zuger Architekten Keiser und Bracher und wird weit über die Region hinaus als bedeutender Bau beachtet.

## Räumlichkeiten
- Festsaal (früher: Grosser Casinosaal)
- Kleiner Saal (früher: Kleiner Casinosaal)
- Oberes Seezimmer
- Bergzimmer (früher: Konferenzzimmer)
- Restaurant, Bar & Lounge
- Theatersaal
- Foyer

## Leitungsteam des Theater Casino Zug
- Ute Haferburg, geschäftsführende Intendantin (seit August 2022)
- Manda Litscher, Betriebsleiterin
- Thomas Weinelt, Leiter Gastronomie

## Bedeutung, Spielplan
Während die verschiedenen Räume über 700 jährliche Belegungen verbuchen, finden im Theatersaal jährlich rund 60 öffentliche Veranstaltungen aller Sparten statt. Das Theater Casino Zug ist die einzige Vollbühne im Umkreis von 30 km (das Luzerner Theater und das Tellspielhaus Altdorf (Theater Uri) sind die nächsten grösseren Bühnen) und das einzige grössere Gastspielhaus der Zentralschweiz. Das Theater Casino Zug ist Mitglied des SBV.

## Theater- und Musikgesellschaft Zug
Die seit 1808 bestehende Theater- und Musikgesellschaft Zug hat unter anderem den Bau von 1909 und die Erweiterung von 1977 bis 1982 massgeblich gefördert und plant heute das Kulturprogramm des Theater Casino Zug. 1978 bis Ende Saison 2008/09 hatte August P. Villiger die Leitung inne. Von Januar 2009 bis zum 31. Oktober 2019 war Samuel Steinemann Intendant und Geschäftsleiter der Theater- und Musikgesellschaft Zug tätig. Vom 1. November 2019 bis Ende Februar 2021 übernimmt diese Funktion Katrin Kolo. Seit März 2021 ist Phil Dankner Intendant ad interim. Die Theater- und Musikgesellschaft verantwortet massgeblich das Kulturprogramm mit einem lokalen und auch internationalen Programm am Haus.

## Kunst am Bau
In und um das Casino befinden sich mehrere Kunstwerke, unter anderem von Oscar Wiggli (Syrinx (1985)), eine Skulptur aus Cortonstahl als Schenkung des Kantons Zug (1985).
Henry Moore (Knife Edge , 1961), Seebad Seeliken Geschenk der Stiftung Landis & Gyr 1981 und Eugen Jans, Holzkugel ohne Titel, 2011

## Verweise
1. ↑  Kanton Zug, Amt für Denkmalpflege und Archäologie, Baugeschichte auf http://www.zugmap.ch
2. ↑  Schweizerischer Bühnenverband Abgerufen am 31. März 2010.
3. ↑  Zuger Zeitung, Nr. 271, 23. November 2019
4. ↑  Kunst im öffentlichen Raum der Stadt Zug. Amt für Kultur, 2015

Koordinaten: 47° 9′ 51,3″ N, 8° 30′ 50″ O; CH1903: 681529 / 224256